# Cisowa (Silésie)
Pour les articles homonymes, voir Cisowa.
Cisowa (prononciation : [t͡ɕiˈsɔva]) est une localité polonaise de la gmina de Pilica, située dans le powiat de Zawiercie en voïvodie de Silésie.